# Héctor Walter Burguez
Héctor Walter Búrguez Balsas (Montevideo, Uruguay, 18 de octubre de 1967) es un exfutbolista uruguayo nacionalizado colombiano. Jugaba en la posición de arquero. Desde el año 2008 se desempeña como preparador de arqueros, actualmente cumple esa función en el cuerpo de Sergio Damián Santín en el Colón Fútbol Club de Uruguay.

## Vida personal
Héctor recibió la nacionalidad colombiana al vivir por 10 años en el país cafetero, además de que sus 3 hijos son oriundos de la capital Colombiana, Bogotá.
Académicamente es titulado como director técnico de fútbol en el Instituto Superior de Educación Física (Universidad de la República).
Paralelamente a su actividad como asistente técnico, tiene una escuela de arqueros en la ciudad de Bogotá en el sector de la conejera (vía Suba-Cota kilómetro 5.0) llamada "Corporación Deportiva Héctor Burguez".

## Trayectoria como jugador

### Progreso, Monarcas y Rampla
Su primeras 9 temporadas a nivel profesional las disputó con éxito en el Club Atlético Progreso donde fue campeón, Rampla Juniors y en el Club Atlético Morelia en México.

### Etapa en el fútbol de Colombia
| Club        | Temporadas            | Partidos |
| ----------- | --------------------- | -------- |
| Millonarios | 1997-1999 y 2002-2005 | 238      |

Héctor llegó a Millonarios con experiencia de 9 años bajo los tres palos, su llegada al club fue dirigido por su compatriota "el busetero" Ángel Castelnoble, siendo titular indiscutible por su magníficas presentaciones. Se mantuvo como titular entre 1997 y 1999, cuando por diferencias con el entrenador de la época, "Chiqui" García, se va cedido a clubes modedesto de la liga.
Para la temporada 2000 juega en el Atlético Bucaramanga en donde es entrenado por Peinadito Ospina y luego por el mundialista Barrabás Gómez. La posición la disputaría con el juvenil Luis Delgado. Al siguiente año pasa al Atlético Huila.
Para el año 2002 regresa al equipo embajador bajo la dirección técnica del yugoslavo Peter Kasanovic, ese año tras hacerlo bien en lo personal, fue estadísticamente hablando la peor campaña en la historia de Millonarios donde en 12 meses pasaron 5 entrenadores por el banquillo técnico.
En el tramo final de su segunda etapa en Millonarios (2003-2005) nunca bajó su nivel deportivo y hasta jugó lesionado en un partido contra el Centauros Villavicencio, donde tuvo un choque con "Palmira" Salazar. Por la magnitud de la lesión prácticamente ese día Héctor puso punto final a su carrera.
En total disputó 238 partidos siendo el Arquero con más presencias en Millonarios. Además de ser recordado por toda la afición azul como uno de los mejores arqueros que han pasado por la institución al lado de hombres como Gabriel Ochoa Uribe, Julio Cozzi, Otoniel Quintana, Alberto Vivalda. A pesar de que nunca ganó un título oficial se le destacó su amor y entrega por la camiseta en la peor época del club.

### Retiro
Luego de 9 años y medio en Colombia, Héctor decide regresar a Uruguay donde  juega una temporada con el equipo que lo vio nacer, el Club Atlético Progreso, allí volvió a coronarse campeón, como lo había conseguido 17 años atrás. Al culminar la temporada intentó regresar al equipo de sus amores, Millonarios, pero al no llegar a un acuerdo económico con la directiva decide colgar oficialmente los guantes y los botines.

## Trayectoria en la dirección técnica

### Preparador de arqueros
Su primera etapa como preparador de arqueros se da en el cuerpo técnico de Eduardo Favaro entre 2008 y junio de 2011 en el Liverpool de Montevideo. 
En 2012 acompañaría a Jorge Giordano en el Racing Montevideo.
En el primer semestre del año 2014 estuvo como preparador de arqueros del Sud-América. Para el mes de julio regreso al Liverpool de Montevideo donde celebró un ascenso.
Entre junio de 2015 y diciembre de 2018 íntegro el cuerpo técnico del  entrenador Guillermo Almada en donde ejerció como preparador de arqueros del Barcelona de Guayaquil celebrando un título de primera división.
Durante 2019 comandaría a los arqueros del equipo sub-16 de Liverpool de Montevideo. 
En junio de 2020 se convierte en el nuevo preparador de arqueros del Rampla Juniors acompañado a Edgardo Arias; tras la renuncia de Arias a finales del mes de octubre dirige en calidad de interino un partido con victoria 3-0 ante Albion. Luego regresaría a ser el preparador de arqueros del nuevo entrenador italiano Edgar Martínez Fracchia.
En marzo de 2021 se vuelve a unir al cuerpo técnico de Edgardo Arias en el Club Atlético Villa Teresa.
En el primer semestre del 2022 asiste a Sergio Migliaccio en el Club Deportivo Jorge Wilstermann de Bolivia, allí logra dirigir 2 partidos como interino. Para el segundo semestre del año asiste a Danielo Núñez en el Club Atlético Cerro donde logran el ascenso a Primera División, para abril de 2023 ante la salida de Núñez y la llegada de [[]] dirige como interino en el empate frente a Defensor Sporting.

## Clubes

### Como jugador
| Club                 | País     | Año       |
| -------------------- | -------- | --------- |
| Progreso             | Uruguay  | 1988-1994 |
| Monarcas Morelia     | México   | 1994-1996 |
| Rampla Juniors       | Uruguay  | 1997      |
| Millonarios          | Colombia | 1997-1999 |
| Atlético Bucaramanga | Colombia | 2000      |
| Atlético Huila       | Colombia | 2001      |
| Millonarios          | Colombia | 2002-2005 |
| Progreso             | Uruguay  | 2006-2007 |

### Como formador
| Club      | País    | Año  |
| --------- | ------- | ---- |
| Liverpool | Uruguay | 2019 |

### Como asistente técnico
| Club                        | Año           | Asistente de:                          |
| --------------------------- | ------------- | -------------------------------------- |
| Liverpool · Uruguay         | 2008 - 2011   | Eduardo Favaro                         |
| Racing · Uruguay            | 2012          | Jorge Giordano                         |
| Sud América · Uruguay       | 2014          | Alejandro Apud                         |
| Liverpool · Uruguay         | 2014 - 2015   | Alejandro Apud                         |
| Barcelona · Ecuador         | 2015 - 2018   | Guillermo Almada                       |
| Rampla Juniors · Uruguay    | 2020 - 2021   | Edgardo Arias Edgar Martínez Fracchia  |
| Villa Teresa · Uruguay      | 2021          | Edgardo Arias                          |
| Jorge Wilstermann · Bolivia | 2022          | Sergio Migliaccio                      |
| Cerro · Uruguay             | 2022 - 2023   | Danielo Núñez Gustavo Ferreyra Briozzo |
| Colón · Uruguay             | 2024-presente | Damián Santín                          |

### Como entrenador
| Equipo                                   | Desde                 | Hasta                 | Partidos | Partidos | Partidos | Partidos |
| PJ                                       | PG                    | PE                    | PP       |          |          |          |
| ---------------------------------------- | --------------------- | --------------------- | -------- | -------- | -------- | -------- |
| Rampla Juniors · (interino) · Uruguay    | 24 de octubre de 2020 | 28 de octubre de 2020 | 1        | 1        | 0        | 0        |
| Jorge Wilstermann · (interino) · Bolivia | 14 de mayo de 2022    | 23 de mayo de 2022    | 2        | 0        | 1        | 1        |
| Cerro · (interino) · Uruguay             | 5 de abril de 2023    | 8 de abril de 2023    | 1        | 0        | 1        | 0        |
| Consolidado Total                        | Consolidado Total     | Consolidado Total     | 4        | 1        | 2        | 1        |

## Palmarés

### Como jugador
| Título           | Club     | País    | Año  |
| ---------------- | -------- | ------- | ---- |
| Primera División | Progreso | Uruguay | 1989 |
| Segunda División | Progreso | Uruguay | 2006 |

### Como Asistente Técnico
| Título            | Club      | País    | Año       |
| ----------------- | --------- | ------- | --------- |
| Ascenso a Primera | Liverpool | Uruguay | 2014-2015 |
| Serie A           | Barcelona | Ecuador | 2016      |

Ascenso a Primera División
Cerro
2022